# Druga Liga 1955-1956
La Druga savezna liga FNRJ 1955-1956, conosciuta semplicemente come Druga liga 1955-1956, fu la 10ª edizione della seconda divisione del campionato jugoslavo di calcio. 
Questa fu la prima basata su 5 gironi inter-repubblicani denominati "Leghe di zona" (in serbocroato Zonske lige), gironi non più divisi in contorni ben definiti, come le Republičke lige (all'incirca come il campionato di Eccellenza attuale) bensì per criteri geografici (come la Serie D), senza vincoli di confini regionali.

## Avvenimenti
Nella stagione agonistica 1955-56, per decisione dell'Assemblea Straordinaria delle FS del 28 agosto 1955, per la necessità di creare una base più ampia e di media qualità, vennero istituite per la prima volta le leghe di zona: fu abolita la Seconda Lega Federale a girone unico, che contava 10 iscritti, e vennero formate invece quattro zone, per un totale di 59 club.
I club avrebbero dovuto essere 58, ma a causa della diatriba fra FK Trepča e Sloga Kraljevo (i primi avevano vinto il girone di qualificazione, ma i secondi fecero ricorso per la posizione irregolare di due giocatori fra gli avversari), la Federcalcio decise di ammettere entrambe alla IV zona, che così passò da 12 a 13 partecipanti.

## Formula
La Druga liga è divisa in 4 zone (la seconda è ulteriormente divisa in 2 sottogruppi).
- La prima zona (I Zona) è composta dalle compagini di Slovenia e Croazia (quest'ultima senza Dalmazia meridionale e Slavonia)
- La seconda zona "A" (II A Zona) da quelle della Bosnia Erzegovina
- La seconda zona "B" (II B Zona) da quelle di Dalmazia meridionale e Montenegro
- La terza zona (III Zona) da quelle di Voivodina, Slavonia, Belgrado, Smederevo, Valjevo e Aranđelovac
- La quarta zona (IV Zona) da quelle dal resto della Serbia più quelle della Macedonia.

I vincitori delle 4 zone disputano un girone finale per due posti disponibili in Prva Liga 1956-1957.

### Squadre partecipanti
| Slovenia                                        | Croazia | Bosnia Erzegovina | Serbia                                                                                          | Serbia | Serbia      | Montenegro | Macedonia                                                                                              |
| Slovenia                                        | Croazia | Bosnia Erzegovina | Voivodina                                                                                       | Serbia Centrale | Kosovo      | Montenegro | Macedonia                                                                                              |
| ----------------------------------------------- | --- | --- | ----------------------------------------------------------------------------------------------- | --- | ----------- | --- | --- |
| - Branik Maribor - Gorica - ŽNK Lubiana - Odred | - Borovo - Dinamo Vinkovci - Karlovac - Dubrovnik - Lokomotiva Zagabria - Metalac Zagabria - Rijeka - Sebenico - Segesta - RNK Spalato - Trešnjevka | - Borac Banja Luka - Borac Čapljina - Bosna Sarajevo - Bosna Visoko - Bratstvo Travnik - Iskra Bugojno - Jedinstvo Brčko - Leotar - OFK Prijedor - Romanija Pale - Sloga Doboj - Sloboda Tuzla - Zenica | - Bačka B. Palanka - Dinamo Pančevo - Jedinstvo S.Pazova - Proleter Zrenjanin - Radnički Sombor | - BASK Belgrado - Borac Čačak - Budućnost Valjevo - Jedinstvo Zemun - Mladi Radnik - Radnički Kragujevac - Radnički Niš - Sloga Kraljevo - Smederevo - Šumadija Aranđelovac - Šumadija Belgrado - Timok | - FK Trepča | - Arsenal Tivat - Jedinstvo Bijelo Polje - Jedinstvo Herceg Novi - Lovćen - Mladost Titograd - Radnički Ivangrad - Radnički Nikšić - Sutjeska | - Bregalnica Štip - Metalec Skopje - Pobeda - Rabotnički - Rabotnik Bitola - Tikveš Kavadarci - Vardar |

## Leghe di zona

### I Zona
| Squadra             | Città       | Stadio                     | Stagione 1954-55 | Stagione 1954-55            |
| Squadra             | Città       | Stadio                     | Pos.             | Divisione                   |
| ------------------- | ----------- | -------------------------- | ---------------- | --------------------------- |
| Lokomotiva Zagabria | Zagabria    | Stadio Maksimir            | 14º              | Prva liga                   |
| Metalac Zagabria    | Zagabria    | ?                          | 3º               | Druga liga                  |
| Odred               | Lubiana     | Stadion Bežigrad           | 4º               | Druga liga                  |
| RNK Split           | Spalato     | Stadion Park mladeži       | 1º               | Hrvatsko-slovenska liga     |
| Rijeka              | Fiume       | Stadio Cantrida            | 3º               | Hrvatsko-slovenska liga     |
| Trešnjevka          | Zagabria    | Igralište Trešnjevka-Graba | 4º               | Hrvatsko-slovenska liga     |
| Šibenik             | Sebenico    | Stadion Šubićevac          | 5º               | Hrvatsko-slovenska liga     |
| Segesta             | Sisak       | Gradski stadion            | 6º               | Hrvatsko-slovenska liga     |
| ŽNK Lubiana         | Lubiana     | ŽŠD Ljubljana Stadion      | 8º               | Hrvatsko-slovenska liga     |
| Branik Maribor      | Maribor     | Stadion Ljudski vrt        | 9º               | Hrvatsko-slovenska liga     |
| Železničar Gorica   | Nova Gorica | ?                          | 1º               | Slovenska liga (gir. Ovest) |
| Karlovac            | Karlovac    | ?                          | 1º               | Podsavezna liga NP Karlovac |

|  | Pos. | Squadra             | Pt | G  | V  | N | P  | GF | GS | QR    |
|  | ---- | ------------------- | -- | -- | -- | - | -- | -- | -- | ----- |
|  | 1.   | Lokomotiva Zagabria | 34 | 22 | 15 | 4 | 3  | 55 | 20 | 2,750 |
|  | 2.   | Sebenico            | 28 | 22 | 11 | 6 | 5  | 44 | 28 | 1,571 |
|  | 3.   | Odred               | 28 | 22 | 13 | 2 | 7  | 45 | 34 | 1,323 |
|  | 4.   | RNK Spalato         | 26 | 22 | 11 | 4 | 7  | 47 | 24 | 1,958 |
|  | 5.   | ŽNK Lubiana         | 23 | 22 | 9  | 5 | 8  | 35 | 36 | 0,972 |
|  | 6.   | Rijeka              | 22 | 22 | 10 | 2 | 10 | 37 | 35 | 1,057 |
|  | 7.   | Metalac Zagabria    | 21 | 22 | 9  | 3 | 10 | 30 | 36 | 0,833 |
|  | 8.   | Trešnjevka          | 20 | 22 | 6  | 8 | 8  | 38 | 40 | 0,950 |
|  | 9.   | Branik Maribor      | 19 | 22 | 7  | 5 | 10 | 36 | 38 | 0,947 |
|  | 10.  | Karlovac            | 19 | 22 | 6  | 7 | 9  | 25 | 29 | 0,862 |
|  | 11.  | Segesta             | 19 | 22 | 6  | 7 | 9  | 34 | 41 | 0,829 |
|  | 12.  | Gorica              | 5  | 22 | 2  | 1 | 19 | 19 | 84 | 0,226 |

Legenda:

      Ammessa al girone promozione.

      Retrocessa in terza divisione jugoslava 1956-1957.

      Esclusa dal campionato.
Note:

Due punti a vittoria, uno a pareggio, zero a sconfitta.
In caso di arrivo di due o più squadre a pari punti, la graduatoria viene stilata secondo il quoziente reti tra le squadre interessate.

### II Zona
Le vincitrici della II Zona A e della II Zona B si sfidano per essere ammesse al girone promozione.
| Squadra 1 | Totale | Squadra 2 | Andata | Ritorno |
| --------- | ------ | --------- | ------ | ------- |
| Lovćen    | 2–1    | Zenica    | 2–1    | 0–0     |

#### II Zona A
| Squadra          | Città      | Stadio                 | Stagione 1954-55 | Stagione 1954-55           |
| Squadra          | Città      | Stadio                 | Pos.             | Divisione                  |
| ---------------- | ---------- | ---------------------- | ---------------- | -------------------------- |
| Zenica           | Zenica     | Stadion Blatuša        | 5º               | Druga liga                 |
| Sloboda Tuzla    | Tuzla      | Proleter Kreka stadion | 1º               | Liga Bosne i Hercegovine   |
| Bosna Visoko     | Visoko     | Stadion 7. april       | 2º               | Liga Bosne i Hercegovine   |
| Borac Banja Luka | Banja Luka | Gradski stadion        | 3º               | Liga Bosne i Hercegovine   |
| Bratstvo Travnik | Travnik    | Stadion Pirota         | 4º               | Liga Bosne i Hercegovine   |
| Bosna Sarajevo   | Sarajevo   | Stadion Koševo II      | 5º               | Liga Bosne i Hercegovine   |
| Mladost Prijedor | Prijedor   | ?                      | 1º               | Podsavezna liga Banja Luka |
| Jedinstvo Brčko  | Brčko      | Gradski stadion        | 1º               | Podsavezna liga Tuzla      |
| Sloga Doboj      | Doboj      | Stadion Luke           | 2º               | Podsavezna liga Tuzla      |
| Romanija Pale    | Pale       | ?                      | 1º               | Podsavezna liga Sarajevo   |
| Iskra Bugojno    | Bugojno    | ?                      | 2º               | Podsavezna liga Sarajevo   |
| Borac Čapljina   | Čapljina   | Stadion Bjelave        | 1º               | Podsavezna liga Mostar     |

|  | Pos. | Squadra              | Pt | G  | V  | N  | P  | GF | GS | QR    |
|  | ---- | -------------------- | -- | -- | -- | -- | -- | -- | -- | ----- |
|  | 1.   | Zenica               | 32 | 22 | 11 | 10 | 1  | 56 | 23 | 2,434 |
|  | 2.   | Borac Banja Luka     | 30 | 22 | 12 | 6  | 4  | 59 | 27 | 2,185 |
|  | 3.   | OFK Prijedor Mladost | 26 | 22 | 10 | 6  | 6  | 39 | 33 | 1,181 |
|  | 4.   | Jedinstvo Brčko      | 25 | 22 | 11 | 3  | 8  | 51 | 39 | 1,307 |
|  | 5.   | Borac Čapljina       | 25 | 22 | 9  | 7  | 6  | 39 | 31 | 1,258 |
|  | 6.   | Iskra Bugojno        | 25 | 22 | 9  | 7  | 6  | 37 | 40 | 0,925 |
|  | 7.   | Sloga Doboj          | 23 | 22 | 9  | 5  | 8  | 34 | 28 | 1,214 |
|  | 8.   | Sloboda Tuzla        | 21 | 22 | 9  | 3  | 10 | 32 | 38 | 0,842 |
|  | 9.   | Bosna Visoko         | 21 | 22 | 8  | 5  | 9  | 29 | 45 | 0,644 |
|  | 10.  | Bratstvo Travnik     | 17 | 22 | 6  | 5  | 11 | 30 | 41 | 0,731 |
|  | 11.  | Bosna Sarajevo       | 12 | 22 | 3  | 6  | 13 | 25 | 55 | 0,454 |
|  | 12.  | Romanija Pale        | 7  | 22 | 1  | 5  | 16 | 20 | 51 | 0,392 |

Legenda:

  Ammessa alla finale della II Zona.

      Retrocessa in terza divisione jugoslava 1956-1957.

      Esclusa dal campionato.
Note:

Due punti a vittoria, uno a pareggio, zero a sconfitta.
In caso di arrivo di due o più squadre a pari punti, la graduatoria viene stilata secondo il quoziente reti tra le squadre interessate.

#### II Zona B
| Squadra                | Città        | Stadio                    | Stagione 1954-55 | Stagione 1954-55         |
| Squadra                | Città        | Stadio                    | Pos.             | Divisione                |
| ---------------------- | ------------ | ------------------------- | ---------------- | ------------------------ |
| Lovćen                 | Cettigne     | Stadion pod Orlovim kršem | 6º               | Druga liga               |
| Leotar                 | Trebigne     | Proleter Kreka stadion    | 6º               | Liga Bosne i Hercegovine |
| Sutjeska               | Nikšić       | Stadion kraj Bistrice     | 1º               | Crnogorska liga          |
| Mladost Titograd       | Titograd     | Stadion Cvijetni Brijeg   | 2º               | Crnogorska liga          |
| Radnički Nikšić        | Nikšić       | ?                         | 3º               | Crnogorska liga          |
| Radnički Ivangrad      | Ivangrad     | Gradski stadion           | 4º               | Crnogorska liga          |
| Jedinstvo Herceg Novi  | Castelnuovo  | ?                         | 5º               | Crnogorska liga          |
| Arsenal Tivat          | Teodo        | Stadion u parku           | 7º               | Crnogorska liga          |
| Dubrovnik              | Ragusa       | Gradski stadion Lapad     | 4º               | Prvenstvo podsavez Split |
| Jedinstvo Bijelo Polje | Bijelo Polje | Gradski stadion Nikoljac  | 1º               | Podsavez Titograd Nord   |

|  | Pos. | Squadra                | Pt | G  | V  | N | P  | GF | GS | QR    |
|  | ---- | ---------------------- | -- | -- | -- | - | -- | -- | -- | ----- |
|  | 1.   | Lovćen                 | 27 | 17 | 13 | 1 | 3  | 43 | 12 | 3,583 |
|  | 2.   | Radnički Nikšić        | 23 | 17 | 11 | 1 | 5  | 39 | 18 | 2,166 |
|  | 3.   | Arsenal Tivat          | 22 | 17 | 11 | 0 | 6  | 28 | 24 | 1,166 |
|  | 4.   | Dubrovnik              | 17 | 17 | 7  | 3 | 7  | 37 | 34 | 1,088 |
|  | 5.   | Leotar                 | 17 | 17 | 8  | 1 | 8  | 26 | 30 | 0,866 |
|  | 6.   | Mladost Titograd       | 14 | 17 | 6  | 2 | 9  | 27 | 31 | 0,870 |
|  | 7.   | Jedinstvo Bijelo Polje | 13 | 17 | 5  | 3 | 9  | 27 | 44 | 0,613 |
|  | 8.   | Jedinstvo Herceg Novi  | 10 | 17 | 4  | 2 | 11 | 19 | 32 | 0,593 |
|  | 9.   | Radnički Ivangrad      | 10 | 17 | 4  | 2 | 11 | 21 | 42 | 0,500 |
|  | 10.  | Sutjeska               | 9  | 9  | 4  | 1 | 4  | 13 | 13 | 1,000 |

Legenda:

  Ammessa alla finale della II Zona.

      Retrocessa in terza divisione jugoslava 1956-1957.

      Esclusa dal campionato.
Note:

Due punti a vittoria, uno a pareggio, zero a sconfitta.
In caso di arrivo di due o più squadre a pari punti, la graduatoria viene stilata secondo il quoziente reti tra le squadre interessate.
Sutjeska ritirato dopo la 9ª giornata.

### III Zona
| Squadra              | Città         | Stadio                      | Stagione 1954-55 | Stagione 1954-55        |
| Squadra              | Città         | Stadio                      | Pos.             | Divisione               |
| -------------------- | ------------- | --------------------------- | ---------------- | ----------------------- |
| Borovo               | Borovo        | Gradski stadion             | 2º               | Hrvatsko-slovenska liga |
| Dinamo Pančevo       | Pančevo       | Gradski stadion             | 1º               | Srpska liga (gir. Nord) |
| Šumadija Belgrado    | Belgrado      | ?                           | 2º               | Srpska liga (gir. Nord) |
| Jedinstvo Zemun      | Belgrado      | Gradski stadion             | 3º               | Srpska liga (gir. Nord) |
| Jedinstvo S.Pazova   | Stara Pazova  | Stadion FK Jedinstvo        | 4º               | Srpska liga (gir. Nord) |
| Bačka B. Palanka     | Bačka Palanka | Stadion Slavko Maletin Vava | 5º               | Srpska liga (gir. Nord) |
| Radnički Sombor      | Sombor        | Gradski stadion             | 6º               | Srpska liga (gir. Nord) |
| Budućnost Valjevo    | Valjevo       | Stadion Park Pećina         | 5º               | Srpska liga (gir. Sud)  |
| Mladi Radnik         | Požarevac     | Stadion Vašarište           | 6º               | Srpska liga (gir. Sud)  |
| Šumadija Aranđelovac | Aranđelovac   | Gradski stadion             | 7º               | Srpska liga (gir. Sud)  |
| Smederevo            | Smederevo     | Stadion Tvrđava             | 8º               | Srpska liga (gir. Sud)  |
| Dinamo Vinkovci      | Vinkovci      | ?                           | 1º               | Podsavezna liga NP Brod |
| Proleter Zrenjanin   | Zrenjanin     | Karađorđev Park Stadium     | 1º               | Banatska liga           |
| BASK Belgrado        | Belgrado      | ?                           | 1º               | Beogradska liga         |

|  | Pos. | Squadra              | Pt | G  | V  | N  | P  | GF | GS | QR    |
|  | ---- | -------------------- | -- | -- | -- | -- | -- | -- | -- | ----- |
|  | 1.   | Borovo               | 36 | 26 | 14 | 8  | 4  | 51 | 33 | 1,545 |
|  | 2.   | Budućnost Valjevo    | 34 | 26 | 14 | 6  | 6  | 49 | 39 | 1,256 |
|  | 3.   | Smederevo            | 33 | 26 | 14 | 5  | 7  | 64 | 39 | 1,641 |
|  | 4.   | Dinamo Pančevo       | 33 | 26 | 15 | 3  | 8  | 54 | 36 | 1,500 |
|  | 5.   | Proleter Zrenjanin   | 32 | 26 | 13 | 6  | 7  | 65 | 37 | 1,756 |
|  | 6.   | Radnički Sombor      | 30 | 26 | 10 | 10 | 6  | 54 | 41 | 1,317 |
|  | 7.   | Šumadija Aranđelovac | 27 | 26 | 10 | 7  | 9  | 39 | 33 | 1,181 |
|  | 8.   | BASK Belgrado        | 26 | 26 | 9  | 8  | 9  | 35 | 31 | 1,129 |
|  | 9.   | Bačka B. Palanka     | 24 | 26 | 10 | 4  | 12 | 41 | 47 | 0,872 |
|  | 10.  | Šumadija Belgrado    | 23 | 26 | 9  | 5  | 12 | 40 | 51 | 0,784 |
|  | 11.  | Dinamo Vinkovci      | 20 | 26 | 7  | 6  | 13 | 36 | 68 | 0,529 |
|  | 12.  | Mladi Radnik         | 19 | 26 | 8  | 3  | 15 | 40 | 48 | 0,833 |
|  | 13.  | Jedinstvo S.Pazova   | 14 | 26 | 5  | 4  | 17 | 30 | 62 | 0,483 |
|  | 14.  | Jedinstvo Zemun      | 13 | 26 | 3  | 7  | 16 | 28 | 61 | 0,459 |

Legenda:

      Ammessa al girone promozione.

      Retrocessa in terza divisione jugoslava 1956-1957.

      Esclusa dal campionato.
Note:

Due punti a vittoria, uno a pareggio, zero a sconfitta.
In caso di arrivo di due o più squadre a pari punti, la graduatoria viene stilata secondo il quoziente reti tra le squadre interessate.

### IV Zona
| Squadra             | Città            | Stadio              | Stagione 1954-55 | Stagione 1954-55                  |
| Squadra             | Città            | Stadio              | Pos.             | Divisione                         |
| ------------------- | ---------------- | ------------------- | ---------------- | --------------------------------- |
| Vardar              | Skopje           | Gradski stadion     | 13º              | Prva liga                         |
| Rabotnički          | Skopje           | Gradski stadion     | 7º               | Druga liga                        |
| Radnički Kragujevac | Kragujevac       | Stadion Čika Dača   | 1º               | Srpska liga (gir. Sud)            |
| Radnički Niš        | Niš              | Stadion Čair        | 2º               | Srpska liga (gir. Sud)            |
| Timok               | Zaječar          | Stadion Kraljevica  | 3º               | Srpska liga (gir. Sud)            |
| Sloga Kraljevo      | Kraljevo         | Gradski stadion     | 4º               | Srpska liga (gir. Sud)            |
| Metalec Skopje      | Skopje           | ?                   | 1º               | Makedonska liga                   |
| Pobeda              | Prilep           | Stadion Goce Delčev | 2º               | Makedonska liga                   |
| Tikveš Kavadarci    | Kavadarci        | Gradski stadion     | 3º               | Makedonska liga                   |
| Rabotnik Bitola     | Bitola           | Stadion Tumbe Kafe  | 4º               | Makedonska liga                   |
| Bregalnica Štip     | Štip             | Gradski stadion     | 6º               | Makedonska liga                   |
| Borac Čačak         | Čačak            | Stadion kraj Morave | ?                | quarta divisione serba            |
| FK Trepča           | Titova Mitrovica | Stadion Trepča      | 1º               | Podsavezna liga Kosova i Metohije |

|  | Pos. | Squadra             | Pt | G  | V  | N | P  | GF | GS | QR    |
|  | ---- | ------------------- | -- | -- | -- | - | -- | -- | -- | ----- |
|  | 1.   | Vardar              | 36 | 24 | 15 | 6 | 3  | 71 | 28 | 2,535 |
|  | 2.   | Radnički Kragujevac | 29 | 24 | 13 | 3 | 8  | 52 | 27 | 1,925 |
|  | 3.   | Sloga Kraljevo      | 29 | 24 | 10 | 9 | 5  | 53 | 37 | 1,432 |
|  | 4.   | FK Trepča           | 27 | 24 | 11 | 5 | 8  | 49 | 42 | 1,166 |
|  | 5.   | Pobeda              | 27 | 24 | 11 | 5 | 8  | 49 | 47 | 1,042 |
|  | 6.   | Rabotnički          | 26 | 24 | 12 | 2 | 10 | 41 | 29 | 1,413 |
|  | 7.   | Metalec Skopje      | 26 | 24 | 9  | 8 | 7  | 36 | 35 | 1,028 |
|  | 8.   | Timok               | 25 | 24 | 10 | 5 | 9  | 34 | 42 | 0,809 |
|  | 9.   | Radnički Niš        | 23 | 24 | 9  | 5 | 10 | 47 | 32 | 1,468 |
|  | 10.  | Rabotnik Bitola     | 23 | 24 | 9  | 5 | 10 | 39 | 49 | 0,795 |
|  | 11.  | Borac Čačak         | 20 | 24 | 7  | 6 | 11 | 41 | 42 | 0,976 |
|  | 12.  | Tikveš Kavadarci    | 11 | 24 | 5  | 1 | 18 | 21 | 71 | 0,295 |
|  | 13.  | Bregalnica Štip     | 10 | 24 | 3  | 4 | 17 | 27 | 88 | 0,306 |

Legenda:

      Ammessa al girone promozione.

      Retrocessa in terza divisione jugoslava 1956-1957.

      Esclusa dal campionato.
Note:

Due punti a vittoria, uno a pareggio, zero a sconfitta.
In caso di arrivo di due o più squadre a pari punti, la graduatoria viene stilata secondo il quoziente reti tra le squadre interessate.

## Girone promozione
Le vincitrici delle 4 zone si sfidano per due posti-promozione. Date: 10 giugno (1ª giornata), 17 giugno (2ª giornata), 24 giugno (3ª giornata), 1º luglio (4ª giornata), 8 luglio (5ª giornata) e 15 luglio 1956 (6ª giornata).
| Rep. | Squadra             | P.ti | G | V | N | P | GF | GS | QR    |
| ---- | ------------------- | ---- | - | - | - | - | -- | -- | ----- |
| Mac  | Vardar              | 9    | 6 | 4 | 1 | 1 | 11 | 5  | 2,200 |
| Cro  | Lokomotiva Zagabria | 7    | 6 | 3 | 1 | 2 | 14 | 9  | 1,555 |
| Mon  | Lovćen              | 6    | 6 | 3 | 0 | 3 | 9  | 12 | 0,750 |
| Cro  | Borovo              | 2    | 6 | 1 | 0 | 5 | 4  | 12 | 0,333 |

|                     | Var | Lok | Lov | Bor |
| ------------------- | --- | --- | --- | --- |
| Vardar              |     | 1-1 | 2-0 | 3-0 |
| Lokomotiva Zagabria | 2-1 |     | 6-1 | 4-0 |
| Lovćen              | 1-2 | 4-1 |     | 1-0 |
| Borovo              | 1-2 | 2-0 | 1-2 |     |

Legenda:

      Promossa in Prva Liga 1956-1957.

Note:

Due punti a vittoria, uno a pareggio, zero a sconfitta.
In caso di arrivo di due o più squadre a pari punti, la graduatoria viene stilata secondo il quoziente reti tra le squadre interessate.